# Galapagoszeeleeuw
De galapagoszeeleeuw  (Zalophus  wollebaeki) is een zeeleeuwensoort die uitsluitend voorkomt op de Galapagoseilanden en Isla de la Plata (Ecuador). Op de Galapagoseilanden zijn het de meest voorkomende zeeleeuwen en zij worden vaak gezien in groepen die aan de stranden (of andere plaatsen waar ook mensen komen) liggen te zonnen. Het zijn opvallende verschijningen door hun luid geblaf en hun speels gedrag, waarbij ze zich in de golven van de branding bewegen. Ze vormen een grote attractie voor toeristen.

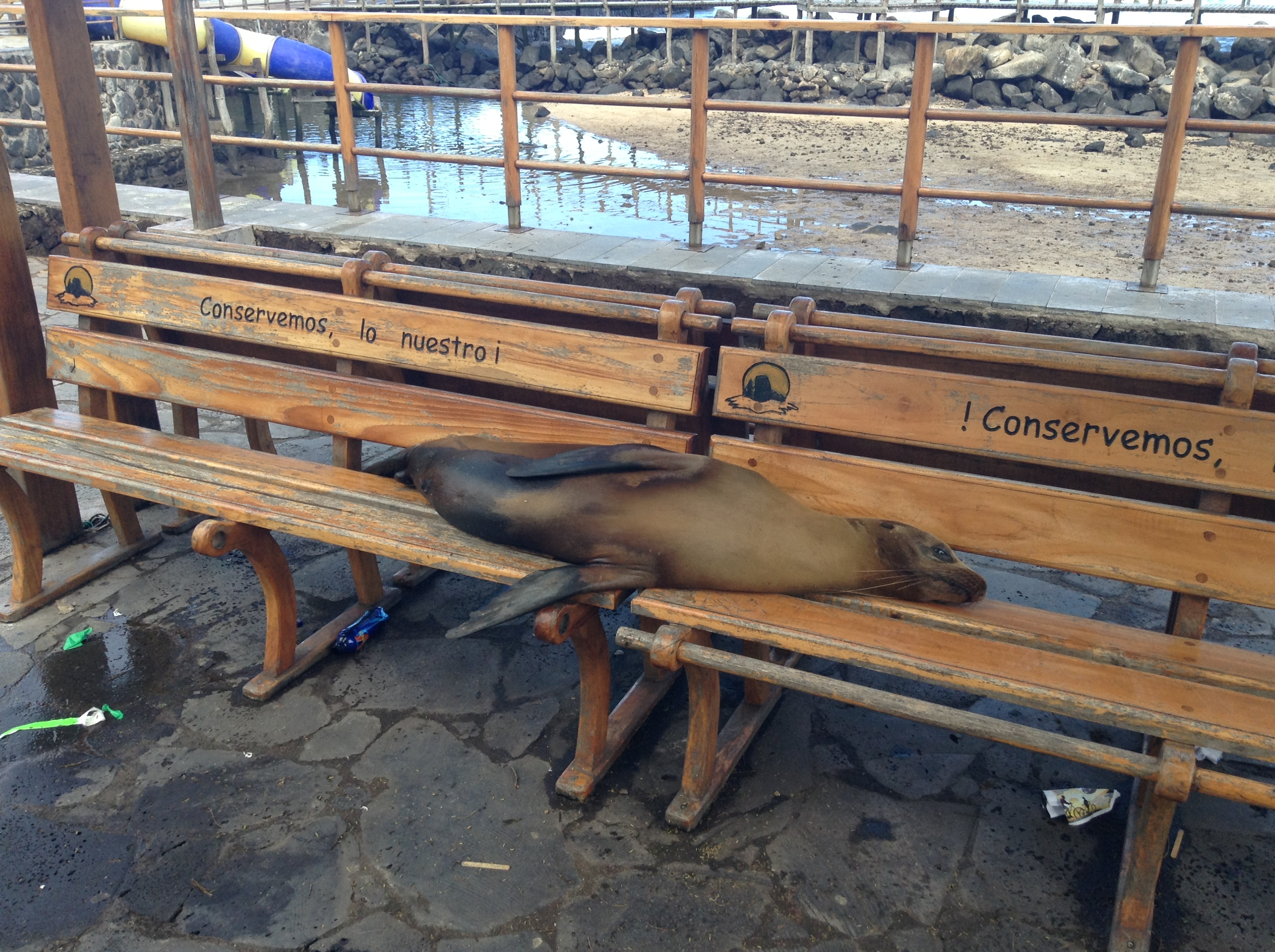
Galapagoszeeleeuw slapend op een bankje in Puerto Baquerizo Moreno

## Taxonomie
De galapagoszeeleeuw werd lang beschouwd als een ondersoort van de Californische zeeleeuw  (Z. californianus), hoewel Erling Sivertsen hem in 1953 oorspronkelijk al als een aparte soort beschreef. In 2007 werd de soortstatus bevestigd met DNA-onderzoek.

## Status
De galapagoszeeleeuw heeft een klein verspreidingsgebied en daardoor is er kans op uitsterven. De grootte van de wereldpopulatie schommelt sterk en de IUCN vermoedde in 2008 dat de populatie de afgelopen 30 jaar met meer dan 50% is gekrompen. Om deze redenen staat deze zeeleeuwensoort als bedreigd op de Rode Lijst van de IUCN.